# Juovarivier
Juovarivier (Samisch:Juovvajohka) is een rivier annex beek, die stroomt in de Zweedse  gemeente Kiruna. Het riviertje ontstaat op de westelijke hellingen van de Juovaberg en stroomt eerst naar het noordoosten. Nadat ze water heeft ontvangen van andere bergbeken stroomt ze het Juovameer (Juovvajárvi) in om dat even later aan de zuidoostkant te verlaten. Ze stroomt naar het zuiden. Het riviertje is circa 10 lang en mondt uit in het Njoallummeer.
Afwatering: Juovarivier → Njoallumrivier → Njuohčamrivier →  West Suorri →   Rautasrivier → Torne → Botnische Golf